# Поломошенська сільська рада
Поломо́шенська сільська рада (рос. Поломошенский сельский совет) — сільське поселення у складі Новичихинського району Алтайського краю Росії.
Адміністративний центр та єдиний населений пункт — село Поломошне.

## Населення
Населення — 542 особи (2019; 646 в 2010, 846 у 2002).